# Đồng 2 euro kỷ niệm
Đồng 2 € kỷ niệm là những Tiền xu kỷ niệm euro đặc biệt được các quốc gia thành viên của khu vực đồng euro đúc và phát hành từ năm 2004 dùng làm tiền pháp định tại tất cả các quốc gia thành viên khu vực đồng euro. Những đồng xu này thường để kỷ niệm các sự kiện lịch sử hoặc để thu hút sự chú ý vào những sự kiện quan trọng đặc biệt đang diễn ra. Vào năm 2009, đã có 69 mẫu thiết kế (phiên bản) của đồng kỷ niệm 2 € được đúc—sáu phiên bản vào năm 2004, tám phiên bản vào năm 2005, bảy phiên bản vào năm 2006, 20 loại năm 2007 (gồm mười ba phiên bản của đồng thông thường), 10 vào năm 2008, 18 vào năm 2009 (gồm cả 16 phiên bản của đồng thông thường). Người ta đã lên kế hoạch đúc thêm ít nhất 6 mẫu thiết kế nữa vào năm 2009. Những đồng kỷ niệm 2 € đã trở thành vật sưu tập. Không nên nhầm lẫn tiền kỷ niệm 2 € với các tiền kỷ niệm (giá trị in trên mặt lớn hơn 2 €), được quy định chính thức là "tiền sưu tập" và thường được làm từ kim loại quý.

## Điều tiết và hạn chế
Cơ sở để đúc những đồng kỷ niệm này xuất phát từ một quyết định của Ủy ban châu Âu, trong đó bãi bỏ lệnh cấm thay đổi mặt trước của các đồng euro được phát hành trên từng quốc gia từ ngày 1 tháng 1 năm 2004 về sau. Tuy nhiên, một số khuyến cáo và hạn chế cũng được ban hành.
Có hai hạn chế liên quan đến thiết kế. Một là, quyết định không thay đổi việc các đồng euro phải có mặt sau thống nhất, do đó chỉ có mặt trước là có thể thay đổi. Ngoài ra, mặt trước mỗi loại đồng đã phát hành trong mỗi quốc gia không được thay đổi nữa, sớm nhất là cho đến năm 2008, trừ khi có sự thay đổi nguyên thủ quốc gia được minh họa trên một số đồng tiền trước thời hạn đó (điều này đã được áp dụng cho Monaco và Thành Vatican, những nơi có nguyên thủ—lần lượt là Rainier III và Giáo hoàng John Paul II—mất vào năm 2005 và hình mặt trước đồng xu quốc gia được thay đổi vào năm 2006). Việc hoãn thay đổi sẽ được xem xét mở rộng vào năm 2008.
Một quy định khác hạn chế tần suất và số lượng phát hành tiền kỷ niệm. Mỗi quốc gia thành viên chỉ được phát hành một đồng tiền kỷ niệm mỗi năm, và nó phải là đồng 2 €. Tổng số lượng tiền kỷ niệm đưa vào lưu thông mỗi năm không được vượt quá một trong hai con số sau, tùy vào số nào lớn hơn:
- 0,1 phần trăm tổng số đồng 2 € mà tất cả thành viên của khu vực đồng euro đưa vào lưu thông. Giới hạn này có thể được xem xét tăng lên 2,0 phần trăm nếu đồng kỷ niệm đó để kỷ niệm một sự kiện rất đặc biệt và đáng chú ý; trong trường hợp đó, quốc gia thành viên phát hành các đồng kỷ niệm này với số lượng lớn cần hạn chế đưa bất kỳ đồng kỷ niệm nào khác vào lưu thông trong vòng bốn năm tiếp theo.
- 5,0 phần trăm tổng số đồng 2 € mà quốc gia thành viên định phát hành đồng kỷ niệm đưa vào lưu thông.

Một quyết định khác đã bổ sung hai hướng dẫn nữa liên quan đến việc thiết kế đồng kỷ niệm. Phải làm sao để khi nhìn vào mặt trước phải dễ dàng nhận biết quốc gia đã phát hành nó, hoặc bằng cách ghi rõ tên đầy đủ của quốc gia hoặc tên viết tắt dễ nhận thấy của quốc gia đó; và không được lặp lại tên hoặc giá trị của đồng kỷ niệm trên mặt trước, vì nó đã được ghi đồng nhất trên mặt sau.
Những hạn chế sẽ không áp dụng hồi tố; chỉ những mẫu thiết kế mới—những đồng kỷ niệm thường do các quốc gia mới gia nhập khu vực đồng euro phát hành, và các đồng 2 € kỷ niệm phát hành từ năm 2006 về sau—mới bị ràng buộc. Tuy nhiên, năm quốc gia có thiết kế vi phạm bản sửa đổi đầu tiên của quy định (Áo, Bỉ, Phần Lan, Đức và Hy Lạp) ban đầu được yêu cầu phải thay đổi thiết kế của họ trong tương lai gần, trong đó Phần Lan đã thực hiện vào năm 2007 và Bỉ vào năm 2008.
Một quyết định khác lại thay đổi quy định lần nữa:
- Mười hai ngôi sao của Liên minh châu Âu bao quanh mẫu thiết kế đồng kỷ niệm cần phải bao quanh tất cả các yếu tố thiết kế của đồng kỷ niệm, bao gồm dấu chỉ dấu năm, chỉ dấu đúc và tên quốc gia. Các ngôi sao phải được vẽ giống như cách sắp xếp của chúng trên lá cờ Liên minh châu Âu (những khuyến cáo này hiện không thỏa mãn trên hai đồng kỷ niệm của Hà Lan và Luxembourg).
- Mẫu thiết kế các đồng euro không được thay đổi trừ hai tình huống sau:
  - Nếu một thiết kế vi phạm các khuyến cáo, nó cần được cập nhật để phù hợp (áp dụng cho Áo, Đức, Hy Lạp, Luxembourg và Hà Lan).
  - Nếu một thiết kế mô tả nguyên thủ quốc gia, nó cần được cập nhật:

1. mỗi mười lăm năm một lần để phù hợp với hình ảnh hiện tại của nguyên thủ quốc gia;
2. nếu nguyên thủ mãn nhiệm hoặc qua đời. Tuy nhiên, các nguyên thủ tạm quyền sẽ không được xem là lý do thay đổi thiết kế; thay vào đó được phép phát hành một đồng kỷ niệm 2 € khác (có thể là một đồng kỷ niệm 2 € thứ hai).

- Hình dạng ký tự trên đồng kỷ niệm phải y hệt như trên đồng thông thường.

(Những sửa đổi này đã buộc Bỉ phải quay về thiết kế trước minh họa chân dung hoàng gia Bỉ, do cập nhật năm 2008 theo khuyến cáo cũng thay đổi cả chân dung, điều đó là trái với quy định; những đồng kỷ niệm Bỉ từ năm 2009 trở về vẽ chân dung gốc từ năm 1999, nhưng thiết kế đồng kỷ niệm mới vào năm 2008 cũng như dấu hiệu quốc gia và dấu hiệu năm ấn hành cũng được quan tâm. Những chỉnh sửa này cũng cấm những bộ kỷ niệm sede vacante của Thành Vatican, chỉ cho phép những tiền kỷ niệm dành cho những sự kiện này).
Khuyến cáo sẽ được xem xét lại vào năm 2015.

## Phát hành

### Các quốc gia phát hành

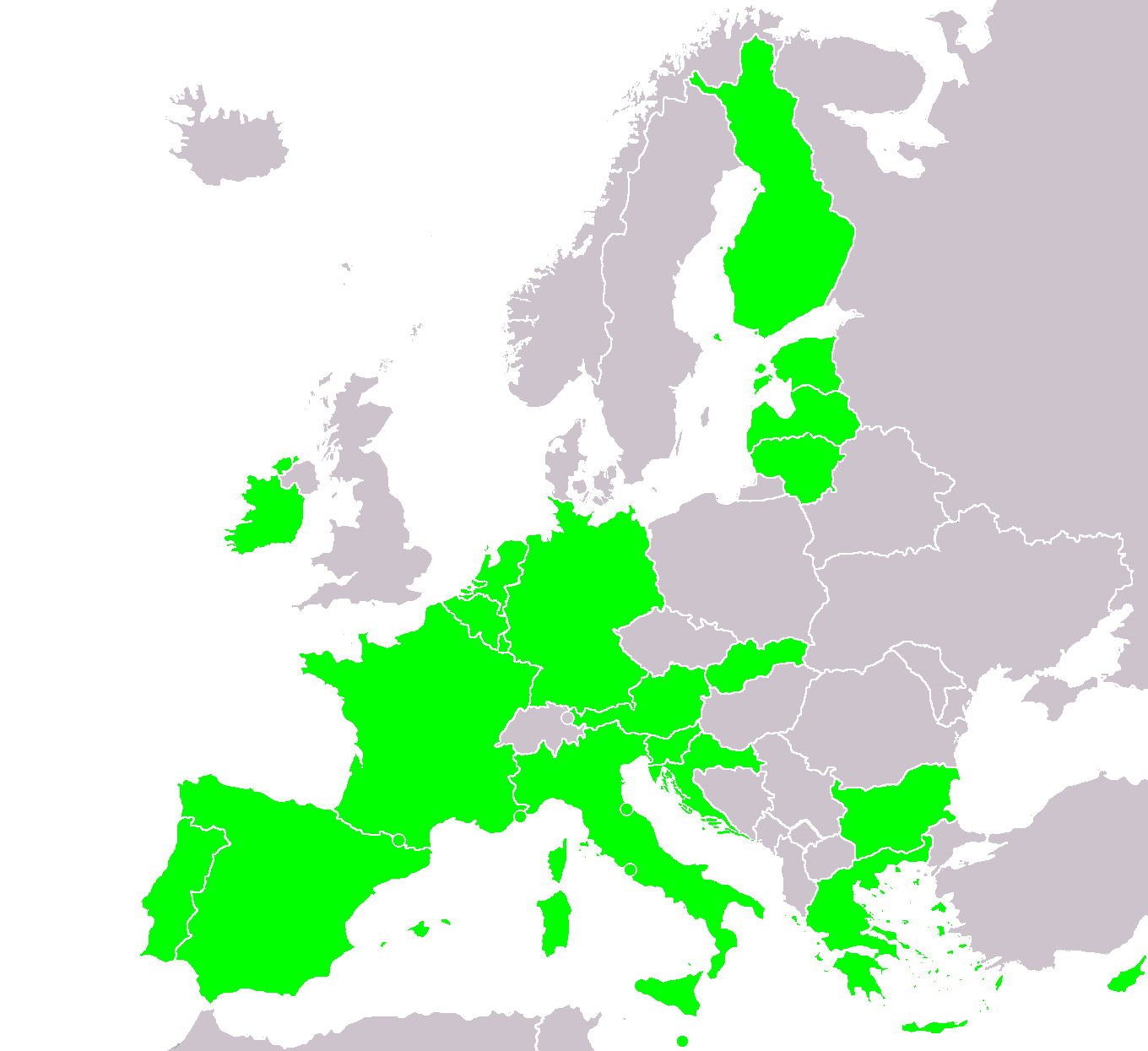
đã phát hành đồng kỷ niệm 2 €
chưa phát hành độc lập đồng kỷ niệm 2 €
không thuộc khu vực đồng euro

Tính đến tháng 11 năm 2008, đã có mười bốn quốc gia phát hành độc lập đồng kỷ niệm 2 € (Áo, Bỉ, Phần Lan, Pháp, Đức, Hy Lạp, Ý, Luxembourg, Monaco, Bồ Đào Nha, San Marino, Slovenia, Tây Ban Nha và Thành phố Vatican), trong đó Hy Lạp là quốc gia đầu tiên phát hành loại tiền này. Năm quốc gia thuộc khu vực đồng euro khác chưa phát hành độc lập đồng kỷ niệm loại này (Síp, Ireland, Malta, Hà Lan và Slovakia); cũng có hai đồng kỷ niệm 2 € chung do tất cả các quốc gia thành viên khu vực đồng euro phát hành (kỷ niệm Hiệp ước Roma vào năm 2007, Liên minh Kinh tế Tiền tệ vào năm 2009).
| Quốc gia | Phát hành                    | 2004                             | 2005 | 2006 | 2007    | 2007 | 2008 | 2009    | 2009  |
| Quốc gia | Phát hành                    | 2004                             | 2005 | 2006 | độc lập | HƯRa | 2008 | độc lập | Eurob |
| --- | ---------------------------- | -------------------------------- | ---- | ---- | ------- | ---- | ---- | ------- | ----- |
| Áo | 3/0                          |                                  | C    |      |         | C    |      |         | C     |
| Bỉ | 5/1                          |                                  | C    | C    |         | C    | C    | D       | C     |
| Síp | 1/0                          |                                  |      |      |         |      |      |         | C     |
| Phần Lan | 7/0                          | C                                | C    | C    | C       | C    | C    |         | C     |
| Pháp | 3/0                          |                                  |      |      |         | C    | C    |         | C     |
| Đức | 6/0                          |                                  |      | C    | C       | C    | C    | C       | C     |
| Hy Lạp | 3/0                          | C                                |      |      |         | C    |      |         | C     |
| Ireland | 2/0                          |                                  |      |      |         | C    |      |         | C     |
| Ý | 6/1                          | C                                | C    | C    |         | C    | C    | D       | C     |
| Luxembourg | 8/0                          | C                                | C    | C    | C       | C    | C    | C       | C     |
| Malta | 1/0                          |                                  |      |      |         |      |      |         | C     |
| Monaco | 1/0                          |                                  |      |      | C       |      |      |         |       |
| Hà Lan | 2/0                          |                                  |      |      |         | C    |      |         | C     |
| Bồ Đào Nha | 4/1                          |                                  |      |      | C       | C    | C    | D       | C     |
| San Marino | 5/1                          | C                                | C    | C    | C       |      | C    | D       |       |
| Slovakia | 1/1                          |                                  |      |      |         |      |      | D       | C     |
| Slovenia | 3/0                          |                                  |      |      |         | C    | C    |         | C     |
| Tây Ban Nha | 3/0                          |                                  | C    |      |         | C    |      |         | C     |
| Thành Vatican | 5/1                          | C                                | C    | C    | C       |      | C    | D       |       |
| Total | 69/6                         | 6                                | 8    | 7    | 7       | 13   | 10   | 2/6     | 16    |
| \| C – có \| chưa thuộc khu vực đồng euro \| a.^ Kỷ niệm 50 năm Hiệp ước Roma \| \| không \| D – dự kiến \| b.^ Kỷ niệm 10 năm đồng euro \| |                              |                                  |      |      |         |      |      |         |       |
| C – có | chưa thuộc khu vực đồng euro | a.^ Kỷ niệm 50 năm Hiệp ước Roma |      |      |         |      |      |         |       |
| không | D – dự kiến                  | b.^ Kỷ niệm 10 năm đồng euro     |      |      |         |      |      |         |       |

Giá trị được ghi trên đồng kỷ niệm thường thấp hơn giá thị trường của chúng thường từ €3 đến €12. Ngoại lệ là tại San Marino, các đồng kỷ niệm cũ hơn thường được bán với giá từ €30 đến €40, còn ở Thành Vatican, hiếm khi nào có được chúng với giá dưới €100.
Các mẫu thiết kế được công khai tại Tạp chí Chính thức của Liên minh châu Âu (tham chiếu đến các ấn bản được ghi trong bảng dưới đây).

### Phát hành năm 2004
| Hình | Quốc gia      | Ngày phát hành       | Kỷ niệm                                                                                                   | Tham khảo     | Số lượng   |
| --- | ------------- | -------------------- | --- | ------------- | ---------- |
| |               |                      | |               |            |
| Hy Lạp 2004 | Hy Lạp        | 14 tháng 5 năm 2004  | Thế vận hội Mùa hè 2004 tại Athena                                                                        | [ 7 ] [ 8 ]   | 35.000.000 |
| Miêu tả: Tượng Discobolus (một bức tượng của nhà điêu khắc Hy Lạp cổ đại Myron thành Eleutherae) được miêu tả ở trung tâm của đồng tiền. Ở bên trái có logo của Thế vận hội (ATHENS 2004) và năm vòng tròn thế vận hội, trong khi bên phải là mệnh giá của đồng xu bằng tiếng Hy Lạp (2 ΕΥΡΩ). Số năm nằm ở phía dưới cùng, được chia đôi bởi một ngôi sao trong khi con dấu dập nổi của xưởng đúc Quốc gia Hy Lạp Chalandri (một lá cây Ô rô) nằm ở phía trên đầu của bức tượng. Ở dưới đề của bức tượng có biểu trưng của người thiết kế nên đồng tiền là Panagiotis Gravalos cũng như tên viết tắt của người thợ khắc Konstantinos Kazakos.                                                                     |               |                      | |               |            |
| |               |                      | |               |            |
| Phần Lan 2004 | Phần Lan      | 24 tháng 6 năm 2004  | Chào mừng sự kiện mở rộng liên minh châu Âu, kết nạp thêm 10 quốc gia thành viên mới.                     | [ 10 ] [ 11 ] | 1.000.000  |
| Miêu tả: Thiết kế của xu mô phỏng cột trụ được hình tượng hóa với mười chồi đang mọc lên. Đây là chủ đề mang tính ẩn dụ: Mười lá chồi đại diện cho sự phát triển của Liên minh châu Âu (vào năm 2004, EU kết nạp thêm mười thành viên), còn cột trụ đại diện cho nền tảng phát triển. Gần cuối đồng xu, phía dưới cột trụ, là chữ EU, cùng với phía bên phải cột trụ, đại diện cho chữ cái Hy Lạp "ρ" (rô), được đọc thành "euro". Mười hai ngôi sao Liên minh châu Âu đặt ở viền ngoài cùng với năm phát hành, ở phía trên viền. Hai chữ viết tắt M ở phía dưới bên phải đại diện cho nhà thiết kế Pertti Mäkinen cũng như giám đốc tiền tệ Raimo Tapio Makkonen.                                                 |               |                      | |               |            |
| |               |                      | |               |            |
| Luxemburg 2004 | Luxembourg    | 26 tháng 7 năm 2004  | Chân dung và ký tự đại diện của Đại Công tước Henri Đồng xu đầu tiên trong serie Großherzogliche Dynastie | [ 13 ] [ 14 ] | 2.481.800  |
| Miêu tả: Phía bên trái phần giữa của đồng xu là chân dung Đại Công tước Henri, nhìn về bên phải. Phía phải là ký tự đại diện của ông (chữ H đội vương miện). Mười hai ngôi sao Liên minh châu Âu cũng nằm ở phía bên phải bên trong, bao quanh ký tự đại diện ở dạng nửa hình tròn. Ký hiệu năm phát hành, dấu đúc và dấu khắc được viết thành đường tròn ở phía trên vòng ngoài, cùng với chữ LËTZEBUERG ("Luxembourg" viết bằng tiếng Luxembourg), còn các chữ HENRI – Grand-Duc de Luxembourg xuất hiện ở phía dưới vòng. Đồng xu này được Yvette Gastauer-Claire thiết kế, hai chữ viết tắt tên của bà "GC" nằm ở bên trái cổ áo Đại Công tước. Tiền được đúc tại xưởng đúc tiền Hoàng gia Hà Lan tại Utrecht. |               |                      | |               |            |
| |               |                      | |               |            |
| Ý 2004 | Ý             | 13 tháng 12 năm 2004 | Kỷ niệm 50 năm Chương trình Lương thực Thế giới.                                                          | [ 16 ] [ 17 ] | 16.000.000 |
| Miêu tả: Ở giữa đồng xu là một quả địa cầu với dòng chữ WORLD FOOD PROGRAMME nghiêng về bên phải. Ba ngũ cốc mọc ra từ quả cầu, vươn ra vành ngoài; đó là ngô, lúa và lúa mì, đại diện cho nguồn dinh dưỡng cơ bản của thế giới. Các ký tự R và I, chồng lên nhau, nằm phía bên phải quả cầu (đại diện cho Repubblica Italiana), và phía dưới chúng là chữ viết tắt tên nhà điêu khắc Uliana Pernazza (tổ hợp các ký tự U và P). Dấu đúc (R) đại diện cho xưởng đúc Roma nằm bên trái quả địa cầu, năm phát hành ở bên dưới nó, và mười hai ngôi sao Liên minh châu Âu bao quanh vành ngoài, chia thành ba nhóm bốn ngôi sao, cách nhau bởi ba lá lúa                                                              |               |                      | |               |            |
| |               |                      | |               |            |
| San Marino 2004 | San Marino    | 16 tháng 12 năm 2004 | Sử gia và chuyên gia đúc tiền Bartolomeo Borghesi                                                         | [ 20 ] [ 21 ] | 110.000    |
| Miêu tả: Phần trung tâm của đồng xu là tượng chân dung của sử gia và nhà khoa học tiền đúc nổi tiếng Bartolomeo Borghesi dựa trên tượng đài do Giuseppe Romagnoli đúc năm 1904 tại San Marino. Nó được bao quanh bởi nhiều lời đề ở giữa đồng xu: SAN MARINO ở bên phải tượng, BARTOLOMEO BORGHESI, dấu đúc (R) và các ký tự đầu của nhà điêu khắc (E.L.F.) ở phía bên trái. Ở vành ngoài là mười hai ngôi sao Liên minh châu Âu và năm phát hành (ở giữa bên dưới). Tiền được đúc tại xưởng đúc Quốc gia Ý tại Roma. |               |                      | |               |            |
| |               |                      | |               |            |
| Thành Vatican 2004 | Thành Vatican | 16 tháng 12 năm 2004 | 75. Jahrestag der Gründung des Staates Vatikanstadt                                                       | [ 24 ] [ 25 ] | 85.000     |
| Miêu tả: Phần trung tâm của đồng xu minh họa hình tượng sơ lược bức tường bao quanh Thành Vatican cùng với Vương cung thánh đường Thánh Phêrô ở mặt trước, cùng với câu khắc 75o ANNO DELLO STATO (ở phía trái), 1929–2004 và dấu đúc (R) (cả hai ở bên phải). Cùng với những thứ đó, tên nhà thiết kế Guido VEROI và tên viết tắt nhà điêu khắc Luciana De Simoni (L.D.S. INC.) được viết ở phía dưới bên phải dạng chữ nhỏ. Vành bên ngoài được trang trí bằng mười hai ngôi sao Liên minh châu Âu và chữ khắc CITTÀ DEL VATICANO. Tiền được đúc tại xưởng đúc Quốc gia Ý tại Roma. |               |                      | |               |            |

### Phát hành năm 2005
| Hình | Quốc gia      | Ngày phát hành       | Kỷ niệm | Tham khảo     | Số lượng   |
| --- | ------------- | -------------------- | --- | ------------- | ---------- |
| |               |                      | |               |            |
| Luxemburg 2005 | Luxembourg    | 15 tháng 2 năm 2005  | Kỷ niệm sinh nhật lần thứ 50 của Đại Công tước Henri, 5 năm ngày ông lên ngôi và kỷ niệm 100 năm ngày mất của Đại Công tước Adolphe. Đồng tiền thứ 2 trong serie Großherzogliche Dynastie | [ 28 ] [ 29 ] | 2.769.000  |
| Miêu tả: Ở trung tâm đồng xu là hình vẽ Đại Công tước Henri và Adolphe, cả hai đều nhìn sang phải, với hình Henri hơi đè lên hình Adolphe. Chữ khắc GRANDS-DUCS DE LUXEMBOURG xuất hiện phía trên hình, còn chữ HENRI * 1955 (năm sinh) và ADOLPHE † 1905 (năm mất) xuất hiện phía dưới mỗi chân dung. Dòng chữ – GRANDS-DUCS DE LUXEMBOURG – xuất hiện phía trên hai bức chân dung. Vành bên ngoài đồng xu có mười hai ngôi sao Liên minh châu Âu, đặt giữa các ký tự của từ LËTZEBUERG và năm phát hành, nằm ở giữa bên dưới các chân dung đặt giữa ký tự S (Suomi) ở bên trái và dấu đúc (sừng dê kết hoa quả) của xưởng Suomen Rahapaja ở Phần Lan ở bên phải. Bên trái cổ áo của Henri là chữ viết tắt (GC) của người thiết kế Yvette Gastauer-Claire. |               |                      | |               |            |
| |               |                      | |               |            |
| Áo 2005 | Áo            | 11 tháng 5 năm 2005  | Kỷ niệm 50 năm ngày ký Hiệp ước Quốc gia Áo. | [ 31 ] [ 32 ] | 7.000.000  |
| Miêu tả: Ở giữa đồng xu minh họa con dấu và chữ ký của Hiệp ước Quốc gia Áo, được các ngoại trưởng Lực lượng chiếm đóng Đồng minh (Vyacheslav Molotov của Liên Xô, John Foster Dulles của Hoa Kỳ, Harold Macmillan của Vương quốc Anh và Antoine Pinay của Pháp), Cao ủy của bốn nước, Ivan Ilyichev, Llewellyn E. Thompson, Geoffrey Arnold Wallinger, Roger Lalouette, cùng với Bộ trưởng Ngoại giao Áo (Leopold Figl) vào ngày 15 tháng 5 năm 1955. Dòng chữ 50 JAHRE STAATSVERTRAG ( 50 năm Hiệp ước Quốc gia) nằm bên trên con dấu, còn năm phát hành ở phía dưới; trên hình nền, các đường sọc đứng tượng trưng cho hình ảnh quốc kỳ Áo (đỏ-trắng-đỏ). Vành ngoài là mười hai ngôi sao của Liên minh châu Âu. Bản thiết kế là của Helmut Andexlinger. |               |                      | |               |            |
| |               |                      | |               |            |
| Bỉ 2005 | Bỉ            | 20 tháng 5 năm 2005  | Kỷ niệm Liên minh Kinh tế Bỉ-Luxembourg. | [ 34 ] [ 35 ] | 6.023.000  |
| Miêu tả: Đồng xu Luc Luycx thiết kế kỷ niệm Liên minh Kinh tế Bỉ-Luxembourg (UEBL) thiết lập năm 1920/1921. Ở giữa đồng xu, là chân dung của Đại Công tước Henri của Luxembourg và Vua Albert II của Bỉ, nhìn về bên trái. Chữ viết tắt của nhà điều khắc (LL) ở phía dưới bên phải, còn năm phát hành ở dưới các chân dung. Ở vành ngoài là mười hai ngôi sao Liên minh châu Âu cùng với dấu đúc (đầu Tổng lãnh Thiên thần Michael đội giáp sắt) ở bên dưới trong khi ký tự đại diện cho Đại Công tước Henri về bên trái và ký tự của Vua Albert II ở bên phải. |               |                      | |               |            |
| |               |                      | |               |            |
| Tây Ban Nha 2005 | Tây Ban Nha   | 30 tháng 6 năm 2005  | Kỷ niệm 4 thế kỷ ngày ra mắt tác phẩm Đôn Kihôtê, của Miguel de Cervantes. | [ 37 ] [ 38 ] | 8.000.000  |
| Miêu tả: Trung tâm đồng xu do Begoña Castellanos García thiết kế là hình Đôn Kihôtê đang cầm thương, với cối xay gió xuất hiện trong một trong những chuyến phiêu lưu nổi tiếng nhất của ông trong tiểu thuyết "Don Quijote, đại kị sĩ tài hoa xứ Mancha" của Miguel de Cervantes (1547–1616). Chữ khắc ESPAÑA được đóng dấu vào mặt đồng xu ở bên trái hình, với dấu đúc là chữ M đội vương miện ở phía dưới. Mười hai ngôi sao của Liên minh châu Âu được đặt ở vành ngoài, với bốn sao ở bên phải được đóng sâu vào mặt đồng tiền, và năm phát hành đặt giữa ba ngôi sao (*20*05*) ở phía dưới. |               |                      | |               |            |
| |               |                      | |               |            |
| San Marino 2005 | San Marino    | 14 tháng 10 năm 2005 | Chào mừng Năm Vật lý Thế giới | [ 40 ] [ 41 ] | 130.000    |
| Miêu tả: Ở giữa đồng xu là hình vẽ lại Galileo Galilei (1564–1642) đang cầm trong tay kính viễn vọng mà ông phát minh ra vào năm 1609, dựa trên bức phù điêu "La fisica antica" tức "Nghiên cứu các hành tinh" do Andrea Pisano tạo ra trên tường Tháp chuông Nhà thờ chính tòa thành Firenze vào năm 1335. Năm phát hành 2005 được in phía dưới quả địa cầu đứng trên mặt bàn. Dấu đúc R nằm bên trái hình, còn chữ viết tắt LDS của nhà nữ điêu khắc Luciana de Simoni ở bên phải. Dòng chữ SAN MARINO được sắp theo hình bán nguyệt ở trên bức hình, còn dòng chữ ANNO MONDIALE DELLA FISICA tạo thành một hình bán nguyệt phía dưới. Vành ngoài có mười hai ngôi sao của Liên minh châu Âu được phân tách bởi cạnh ngoài của một nguyên tử được cách điệu hóa vẽ trên nền toàn bộ đồng xu. Những đồng xu này đã được đúc tại Xưởng đúc nhà nước Ý tại Roma. |               |                      | |               |            |
| |               |                      | |               |            |
| Phần Lan 2005 | Phần Lan      | 25 tháng 10 năm 2005 | Kỷ niệm 60 năm thành lập Liên Hợp Quốc và 50 năm Phần Lan gia nhập tổ chức này. | [ 45 ] [ 46 ] | 2.000.000  |
| Miêu tả: Trung tâm đồng xu là một phần trò chơi ráp hình có hình chim câu hòa bình. Ở dưới phần trung tâm, là dòng chữ FINLAND – UN và năm phát hành 2005; chữ viết tắt K của họa sĩ Tapio Kettunen nằm phía trên con số cuối năm của năm phát hành, còn dấu đúc M đại diện cho Raimo Tapio Makkonen nằm giữa dòng chữ và bồ câu. Mười hai ngôi sao Liên minh châu Âu nằm ở vành tròn bên ngoài. Thay vì sử dụng viền như thông thường, đồng tiền kỷ niệm này của Phần Lan sử dụng dòng chữ YK 1945–2005 FN, theo sau là ba đầu sư tử, làm viền. "YK" và "FN" là chữ viết tắt của "Liên Hợp Quốc" trong tiếng Phần Lan và tiếng Thụy Điển. |               |                      | |               |            |
| |               |                      | |               |            |
| Ý 2005 | Ý             | 29 tháng 10 năm 2005 | Kỷ niệm một năm ngày ký Hiến pháp châu Âu. | [ 49 ] [ 50 ] | 18.000.000 |
| Miêu tả: Hiệp ước được ký tại Roma này ban đầu được dự định sẽ thay thế Hiệp ước Nice nhưng đã không bao giờ đi vào hiệu lực. Trung tâm đồng xu là hình nữ thần Europa và con bò (Zeus), cùng với Hiến pháp châu Âu; Europa đang cầm cây bút bên trái, trông như đang ký lên cuốn Hiến pháp. Dấu đúc (R) nằm phía trên bên trái bức hình, chữ viết tắt của nhà điêu khắc (Maria Carmela Colaneri) (MCC) ở phía dưới bên trái, và năm phát hành ở phía trên bên phải. Ký tự biểu tượng của Cộng hòa Ý (RI) nằm ở phía dưới phần giữa, hơi chếch sang trái. Vành ngoài là dòng chữ COSTITUZIONE EUROPEA, tạo thành một hình bán nguyệt, còn phần còn lại là mười hai ngôi sao Liên minh châu Âu. |               |                      | |               |            |
| |               |                      | |               |            |
| Thành Vatican 2005 | Thành Vatican | 6 tháng 12 năm 2005  | Chào mừng Đại hội Giới trẻ Thế giới lần thứ 20 tổ chức tại Köln tháng 8 năm 2005. | [ 52 ] [ 53 ] | 100.000    |
| Miêu tả: Ở trung tâm đồng tiền là hình của Nhà thờ chính tòa Köln bên bờ sông Rhein được xây dựng trong 1248–1880 và đã được UNESCO liệt vào danh sách Di sản thế giới trong kỳ họp 1996 và ngôi sao chổi băng qua phía trên. Dòng chữ XX GIORNATA MONDIALE DELLA GIOVENTÙ được viết ở phần trên trung tâm, phân tách bằng đuôi sao chổi và hai ngọn tháp của nhà thờ, một trong hai ngọn tháp vươn ra vành ngoài. Vành ngoài có dòng chữ CITTÀ DEL VATICANO ở nửa dưới và mười hai ngôi sao Liên minh châu Âu ở nửa trên, với năm phát hành và dấu đúc R tách chúng ra ở giữa phía trên. Chữ ký LONGO của nhà nữ thiết kế Daniela Longo nằm ở bên trái Nhà thờ chính tòa Köln, bên phải là ký tự viết tắt E.L.F. INC. của nhà điêu khắc Ettore Lorenzo Frapiccini. Những đồng xu này đã được đúc tại Xưởng đúc nhà nước Ý tại Roma.                            |               |                      | |               |            |

### Phát hành năm 2006
| |               |                      | |                      |            |
| Luxemburg 2006 | Luxembourg    | 1 tháng 2 năm 2006   | Sinh nhật thứ 25 của Guillaume, Đại Công tước Nối dõi của Luxembourg. 3. Münze der Serie Großherzogliche Dynastie | [ 55 ] [ 56 ]        | 1.047.500  |
| Miêu tả: Đồng xu vẽ hình chân dung Đại Công tước Henri ở bên phải, đè trên chân dung của Đại Công tước Nối dõi Guillaume ở bên trái; cả hai đều đang nhìn sang phải. Mười hai ngôi sao Liên minh châu Âu ở xung quanh mẫu thiết kế trên vành ngoài đồng xu. Bên trên chân dung hai người là tên bản địa của Luxembourg LËTZEBUERG và bên dưới là năm phát hành; hai bên là ký tự viết tắt S chỉ đến sự sản xuất tại Phần Lan và dấu đúc Suomen Rahapaja, hình một sừng dê kết hoa quả. Bản thiết kế đồng xu này là của Patrice Bernabei. |               |                      | |                      |            |
| |               |                      | |                      |            |
| Đức 2006 | Đức           | 3 tháng 2 năm 2006   | Schleswig-Holstein (Cổng thành Holstentor tại Lübeck) 1. Münze der Bundesländerserie                              | [ 58 ] [ 59 ] [ 60 ] | 31.500.630 |
| Miêu tả: Cổng thành Holstentor được xây dựng trong khoảng thời gian 1464–1478 dưới phong cách kiến trúc Gothic hậu kỳ và được đại tu vào năm 1871 đã được UNESCO liệt kê vào danh sách Di sản thế giới trong kỳ họp năm 1987 cùng với thành phố Hanse Lübeck. Biểu tượng của thành phố được thể hiện ở chính giữa, bên dưới là dòng chữ ghi tên của bang SCHLESWIG-HOLSTEIN. Dấu đúc nằm ở bên trái, còn chữ viết tắt HH của nhà thiết kế Heinz Hoyer nằm phía bên phải. Dòng chữ BUNDESREPUBLIK DEUTSCHLAND được viết thành hình bán nguyệt ở phần dưới của vành ngoài, và năm phát hành ở phía trên; mười hai ngôi sao Liên minh châu Âu được đặt giữa năm phát hành và dòng chữ bên dưới, chia thành hai nhóm sáu ngôi sao.                                                                                       |               |                      | |                      |            |
| Ý 2006 | Ý             | 10 tháng 2 năm 2006  | Thế vận hội Mùa đông lần thứ 20 tổ chức tại Torino                                                                | [ 62 ] [ 63 ]        | 40.000.000 |
| Miêu tả: Đồng xu vẽ hình một vận động viên trượt tuyết đang thi đấu và biểu tượng của thành Torino, Mole Antonelliana. Được xây dựng trong khoảng thời gian 1863–1889, ban đầu nơi đây được dự tính sẽ là một Hội đường Do Thái giáo nhưng nay đây là trụ sở của bảo tàng Điện ảnh Quốc gia Ý. Phía trên đầu vận động viên là dòng chữ GIOCHI INVERNALI ("Thế vận hội Mùa đông") và bên dưới ngọn tháp là tên của thành phố đăng cai TORINO. Bên dưới đùi phải của vận động viên là chữ viết tắt MCC của nhà nữ điêu khắc Maria Carmela Colaneri ; cũng về bên phải vận động viên là năm phát hành (viết dọc); cuối cùng, ở bên phải tháp là ký tự biểu tượng cho Cộng hòa Ý RI và dấu đúc R. Mười hai ngôi sao Liên minh châu Âu nằm quanh mẫu thiết kế trên vành ngoài của đồng xu.                                |               |                      | |                      |            |
| |               |                      | |                      |            |
| Bỉ 2006 | Bỉ            | 10 tháng 4 năm 2006  | Chào mừng tượng đài Atomium được trùng tu và mở cửa trở lại.                                                      | [ 65 ] [ 66 ]        | 5.023.000  |
| Miêu tả: Công trình Atomium vốn được được xây dựng cho Triển lãm thế giới năm '58 đã được chọn làm chủ đề của đồng tiền nhân dịp nó được mở cửa trở lại sau khi hoàn thành công việc trùng tu. Biểu tượng của xưởng đúc, hình đầu đội mũ giáp của Tổng lãnh thiên thần Micae, cũng như ký hiệu hình cái cân của Romain Coenen nằm ở bên dưới phía phải và trái của Atomium. Chữ viết tắt LL của nhà điêu khắc Luc Luycx nằm ở bên phải. Ký tự B đại diện cho chữ België/Belgique nằm ở phía trên vành ngoài, và năm phát hành ở phía dưới; mười hai ngôi sao Liên minh châu Âu đặt giữa năm phát hành và dòng chữ trên đỉnh, chia thành hai nhóm. |               |                      | |                      |            |
| |               |                      | |                      |            |
| Phần Lan 2006 | Phần Lan      | 4 tháng 10 năm 2006  | kỷ niệm 100 năm ngày thực hiện quyền bỏ phiếu phổ thông và bình đẳng.                                             | [ 68 ] [ 69 ]        | 2.500.000  |
| Miêu tả: Đồng xu vẽ hai khuôn mặt được cách điệu ở giữa, một đàn ông và một đàn bà; họ được tách ra bằng một đường cong mảnh. Ở bên trái là ngày tháng ra mắt quyền bầu cử phổ thông và bình đẳng tại Phần Lan (1 tháng 10 năm 1906), còn bên phải đồng xu là năm phát hành, được chia đôi bởi chữ viết tắt quốc gia FI. và chữ M (cả hai đều nằm một bên mỗi khuôn mặt kia) đại diện cho nhà thiết kế Pertti Mäkinen cũng như giám đốc Raimo Tapio Makkonen. Mười hai ngôi sao Liên minh châu Âu đặt xung quanh mẫu thiết kế ở vành ngoài đồng xu. |               |                      | |                      |            |
| |               |                      | |                      |            |
| San Marino 2006 | San Marino    | 17 tháng 10 năm 2006 | Kỷ niệm 500 năm ngày mất của Cristoforo Colombo.                                                                  | [ 71 ] [ 72 ]        | 120.000    |
| Miêu tả: Được thể hiện trên đồng tiền này là một bức chân dung của nhà hàng hải Cristoforo Colombo, dựa trên một tác phẩm của Sebastiano del Piombo vẽ vào năm 1519 sau khi ông đã qua đời. Chân dung của ông được đặt trên hình nền gồm ba thuyền buồm (Niña, Pinta và Santa Maria) mà mà ông đã dùng trong chuyến hải hành đầu tiên băng qua Đại Tây Dương vào năm 1492, cũng như một mặt trời trong hình dáng của một hoa hồng gió. Ở trên đầu phần phía trong là dòng chữ SAN MARINO. Ở dưới là cuộn giấy da có dòng chữ 1506–2006 và chữ viết tắt LDS của nhà nữ thiết kế Luciana de Simoni. Dấu đúc R được đặt ở phía bên phải của con tàu trên cùng. Mười hai ngôi sao Liên minh châu Âu bao quanh mẫu thiết kế trên vành ngoài của đồng xu. Những đồng xu này đã được đúc tại Xưởng đúc nhà nước Ý tại Roma. |               |                      | |                      |            |
| |               |                      | |                      |            |
| Thành Vatican 2006 | Thành Vatican | 9 tháng 11 năm 2006  | Kỷ niệm 500 năm Đội Cận vệ Thụy Sĩ cho Giáo hoàng.                                                                | [ 77 ] [ 78 ]        | 100.000    |
| Miêu tả: Phần trung tâm của đồng xu là hình một thành viên của Đội cận vệ Thụy Sĩ đang tuyên thệ trên lá cờ của Đội cận vệ Thụy Sĩ, mặt hướng sang phải. Ở nửa trên phần trong là dòng chữ GUARDIA SVIZZERA PONTIFICIA bao quanh người cận vệ, còn phần dưới là dòng chữ CITTÀ DEL VATICANO. Người lính cận vệ được bao quanh bởi bốn dòng chữ khác, với năm 1506 và chữ ký của người thiết kế Orietta Rossi, O.ROSSIở bên trái và năm phát hành 2006 cùng dấu đúc R ở bên phải và bên dưới là ký hiệu M.C.C. INC. của nhà điêu khắc Maria Carmela Colaneri. Mười hai ngôi sao Liên minh châu Âu bao quanh mẫu thiết kế trên vành ngoài đồng xu. Những đồng xu này đã được đúc tại Xưởng đúc nhà nước Ý tại Roma. |               |                      | |                      |            |

### Phát hành năm 2007
|                                                              |                                                     |                                                                    |                                            |                                            |
| Đức                                                          | Áo                                                  | Bỉ                                                                 | Tây Ban Nha                                | Phần Lan                                   |
| RÖMISCHE VERTRÄGE 50 JAHRE EUROPA BUNDESREPUBLIK DEUTSCHLAND | VERTRAG VON ROM 50 JAHRE EUROPA REPUBLIK ÖSTERREICH | PACTVM ROMANVM QVINQVAGENARIVM EUROP(A)(E) BELGIQUE–BELGIE–BELGIEN | TRATADO DE ROMA 50 AÑOS EUROPA ESPAÑA      | ROOMAN SOPIMUS 50 V EUROOPPA SUOMI FINLAND |
|                                                              |                                                     |                                                                    |                                            |                                            |
|                                                              | Pháp                                                | Hy Lạp                                                             | Ireland                                    |                                            |
|                                                              | TRAITÉ DE ROME 50 ANS EUROPE RÉPUBLIQUE FRANÇAISE   | ΣΥΝΘΗΚΗ ΤΗΣ ΡΩΜΗΣ 50 XPONIA EYPΩΠΗ ΕΛΛΗΝΙΚΗ ΔΗΜΟΚΡΑΤΙΑ             | conradh na róımhe 50 blıaın an eoraıp éıre |                                            |
|                                                              |                                                     |                                                                    |                                            |                                            |
| Ý                                                            | Luxembourg                                          | Hà Lan                                                             | Bồ Đào Nha                                 | Slovenia                                   |
| TRATTATI DI ROMA 50o ANNIVERSARIO EUROPA REPUBBLICA ITALIANA | TRAITÉ DE ROME 50 ANS EUROPE LËTZEBUERG             | VERDRAG VAN ROME 50 JAAR EUROPA KONINKRIJK DER NEDERLANDEN         | TRATADO DE ROMA 50 ANOS EUROPA PORTUGAL    | RIMSKA POGODBA 50 LET EVROPA SLOVENIJA     |

| România | TRATATUL DE LA ROMA, 50 ANI, EUROPA, 25 MARTIE 1957            |
| Hungary | MAGYAR KÖZTÁRSASÁG, 50 ÉVES, EURÓPA, A RÓMAI SZERZŐDÉS         |
| Síp     | ΣYNΘHKH THΣ PΩMHΣ – 50 XPΟNIA, EUROPE, ROMA ANLAŞMASI – 50 YIL |

### Phát hành năm 2008
|                                              | Luxembourg kỷ niệm Lâu đài Colmar-Berg. Phần trong của đồng xu, hình phía trước ở bên trái là chân dung của Đại Công tước Henri đang nhìn về bên phải và ở hình nền bên phải là ảnh của Lâu đài Colmar-Berg. Năm phát hành in bên cạnh dấu đúc và dấu đúc chính của cơ sở khắc tiền nằm trên đầu đồng xu. Tên quốc gia phát hành LËTZEBUERG đặt ở phía dưới mẫu thiết kế. Mười hai ngôi sao Liên minh châu Âu bao quanh thiết kế nằm ở viền ngoài đồng xu. Hình trên viền đồng xu: Tháng 2 năm 2008. 1,3 triệu xu được phát hành. |
| Luxembourg                                   | |
| Lâu đài Colmar-Berg                          | |
|                                              | Đức chào mừng chức Chủ tịch của Hamburg trong Bundesrat. Phần bên trong của đồng xu là hình Nhà thờ Thánh Michaelis ở Hamburg. Tên của Bang HAMBURG được khắc phía dưới hình nhà thờ. Phía bên phải nhà thờ là chữ viết tắt cách điệu của hãng điêu khắc OE và phía trên nó hướng về giữa là dấu đúc. Vành ngoài có năm phát hành được in trên đầu, sáu ngôi sao ở mỗi bên và phía dưới chúng là các chữ BUNDESREPUBLIK DEUTSCHLAND (Cộng hòa Liên bang Đức). Hình trên viền đồng xu: . Tháng 2 năm 2008. 30 triệu xu được phát hành. |
| Đức                                          | |
| Nhà thờ Thánh Michaelis ở Hamburg            | |
|                                              | Ý kỷ niệm 60 năm Tuyên ngôn Quốc tế Nhân quyền. Phần bên trong của đồng xu có hình một người đàn ông và một người đàn bà cầm một nhánh ô-liu, một bông lúa, một bánh răng và dây thép, biểu tượng lần lượt cho quyền mưu cầu hòa bình, lương thực, công việc và tự do, cùng với các mắc xích vỡ nối với nhau tạo thành con số 60°. Ở trung tâm đồng xu là chữ viết tắt của quốc gia phát hành RI; ở bên trái là năm phát hành; ở bên phải là chữ viết tắt MCC của họa sĩ, Maria Carmela Colaneri, và dấu đúc; ở phía dưới là dải băng với dòng chữ DIRITTI UMANI. Mười hai ngôi sao Liên minh châu Âu bao quanh mẫu thiết kế ở vành ngoài đồng xu. Hình trên viền đồng xu: Tháng 4 năm 2008. 5 triệu xu được phát hành.                          |
| Ý                                            | |
| Kỷ niệm 60 năm Tuyên ngôn Quốc tế Nhân quyền | |
|                                              | San Marino kỷ niệm Năm đối thoại văn hóa châu Âu. Phần bên trong của đồng xu đại diện cho những nền văn hóa khác nhau của năm vùng trong lục địa châu Âu, được hình tượng hóa bằng năm bóng người và những cuốn sách thiêng liêng của các cộng đồng khác nhau. Những dòng chữ viết theo hình cung hoàn tất mẫu thiết kế: ở phía trên, SAN MARINO, và phía dưới là năm phát hành; ở bên dưới, ANNO EUROPEO DEL DIALOGO INTERCULTURALE và chữ viết tắt E.L.F. của họa sĩ, Ettore Lorenzo Frapiccini; và về phía trái, dấu đúc. Mười hai ngôi sao của Liên minh châu Âu bao quanh mẫu thiết kế trên vành ngoài của đồng xu. Hình trên viền đồng xu: Tháng 4 năm 2008. 130 000 xu được phát hành.                                                    |
| San Marino                                   | |
| Năm đối thoại văn hóa châu Âu                | |
|                                              | Bỉ kỷ niệm 60 năm Tuyên ngôn Quốc tế Nhân quyền. Phần bên trong đồng xu là những đường cong xung quanh một hình chữ nhật được đánh dấu bằng con số 60. Năm phát hành được khắc phía trên hình chữ nhật và dòng chữ UNIVERSAL DECLARATION OF HUMAN RIGHTS ở phía dưới. Tên quốc gia theo ba ngôn ngữ chính thức (BELGIE – BELGIQUE – BELGIEN) được khắc theo hình bán nguyệt phía dưới mẫu thiết kế. Dấu đúc ở bên trái và bên phải mẫu thiết kế. Mười hai ngôi sao Liên minh châu Âu bao quanh mẫu thiết kế ở vành ngoài đồng xu. Hình trên viền đồng xu: Tháng 4-5 năm 2008. 5 triệu xu được phát hành. |
| Bỉ                                           | |
| Kỷ niệm 60 năm Tuyên ngôn Quốc tế Nhân quyền | |
|                                              | Slovenia kỷ niệm lần thứ 500 ngày sinh của Primož Trubar. Phần trong của đồng xu là chân dung của Primož Trubar nhìn từ bên phải. Bên trái là dòng chữ PRIMOŽ TRUBAR và 1508–1586 vẽ thành hai hình bán nguyệt, và tới nữa ở bên dưới phải là dòng chữ SLOVENIJA 2008 (cũng theo hình bán nguyệt). Mười hai ngôi sao Liên minh châu Âu bao quanh mẫu thiết kế ở vành ngoài đồng xu. Hình trên viền đồng xu: Tháng 5 năm 2008. 1 triệu xu được phát hành. |
| Slovensko                                    | |
| 500 năm ngày sinh Primož Trubar              | |
|                                              | Pháp kỷ niệm chức Chủ tịch của Pháp tại Hội đồng Liên minh châu Âu. Phần trong của đồng xu là dòng chữ 2008 PRÉSIDENCE FRANÇAISE UNION EUROPÉENNE RF; dấu đúc và dấu chính của hãng đúc ở phía dưới, phía trái và phía phải. Mười hai ngôi sao Liên minh bao quanh mẫu thiết kế ở vành ngoài đồng xu. Hình trên viền đồng xu: Tháng 7 năm 2008. 20 triệu được phát hành. |
| Pháp                                         | |
| Pháp làm Chủ tịch Hội đồng Liên minh châu Âu | |
|                                              | Bồ Đào Nha kỷ niệm 60 năm Tuyên ngôn Quốc tế Nhân quyền. Phần bên trong của đồng xu là hình Quốc huy Bồ Đào Nha ở trên cùng, phía trên là tên quốc gia phát hành PORTUGAL, năm phát hành và một thiết kế dạng hình học ở nửa dưới phần trung tâm. Dòng chú thích 60 ANOS DA DECLARAÇÃO UNIVERSAL DOS DIREITOS HUMANOS trang trí cho hai phần ba phần rìa dưới của vành trong và được nối tiếp bằng dòng chữ Esc. J. Duarte INCM ở dạng chữ rất nhỏ. Mười hai ngôi sao Liên minh bao quanh mẫu thiết kế ở vành ngoài đồng xu. Hình trên viền đồng xu: Tháng 9 năm 2008. 1 035.000 xu được phát hành. |
| Bồ Đào Nha                                   | |
| Kỷ niệm 60 năm Tuyên ngôn Quốc tế Nhân quyền | |
|                                              | Thành Vatican kỷ niệm năm 2008 là Năm Thánh Phaolô. Phần bên trong của đồng xu là hình ảnh sự cải đạo của Phaolô trên đường đến Damascus (với hình ảnh thành phố ở hình nền); vị thánh, chói mắt vì ánh sáng, ngã xuống khi con ngựa lồng lên. Hai dòng chữ được khắc xung quanh bức họa: phía bên trái là dòng chữ ghi quốc gia phát hành CITTÀ DEL VATICANO; phía bên phải là chú thích ANNO SANCTO PAULO DICATO. Năm phát hành được in ở bên phải bức họa, cũng như dấu đúc R và tên họa sĩ VEROI. Phía dưới bức họa là chữ viết tắt của nhà điêu khắc Luciana De Simoni, L.D.S. INC.. Mười hai ngôi sao Liên minh châu Âu bao quanh mẫu thiết kế ở vành ngoài đồng xu. Hình trên viền đồng xu: Tháng 10 năm 2008. 100 000 xu được phát hành. |
| Thành Vatican                                | |
| Năm Thánh Phaolô                             | |
|                                              | Phần Lan kỷ niệm 60 năm Tuyên ngôn Quốc tế Nhân quyền. Phần bên trong của đồng xu minh họa một dáng người nhìn thấy qua một cái lỗ hình trái tim trên tường đá. Dòng chữ HUMAN RIGHTS (nhân quyền) được khắc phía dưới trái tim, và năm phát hành được khắc phía trên nó. Chỉ dấu quốc gia phát hành FI, ký tự K (chữ viết tắt của họa sĩ Tapio Kettunen) và dấu đúc nằm ở phía dưới mẫu thiết kế. Mười hai ngôi sao Liên minh châu Âu bao quanh mẫu thiết kế ở vành ngoài đồng xu. Hình trên viền đồng xu: . Tháng 10 năm 2008. 1 500.000 xu được phát hành. |
| Phần Lan                                     | |
| Kỷ niệm 60 năm Tuyên ngôn Quốc tế Nhân quyền | |

### Phát hành năm 2009
|                                                   | Luxembourg kỷ niệm 90 năm ngày lên ngôi của Charlotte của Luxembourg. Đồng xu vẽ hình chân dung của Đại Công tước Henri ở phía tay trái phần bên trong, đè lên chân dung của Nữ Đại Công tước Charlotte, cả hai đều nhìn về phía trái. Dòng chữ viết dọc LËTZEBUERG và năm phát hành, hai đầu là dấu chủ xưởng đúc và dấu đúc, đều nằm ở bên phải phần bên trong đồng xu. Mười hai ngôi sao Liên minh châu Âu bao quanh mẫu thiết kế trên vành ngoài đồng xu. Hình trên viền đồng xu: Tháng 1 năm 2009. 1,4 triệu xu được phát hành. |
| Luxembourg                                        | |
| Đại Công tước Henri và Nữ Đại Công tước Charlotte | |
|                                                   | Đức kỷ niệm chức Chủ tịch của Saarland trong Bundesrat. Phần bên trong đồng xu là hình ảnh Ludwigskirche ở Saarbrücken. Tên bang SAARLAND và dấu đúc nằm ở phía dưới tượng đài; chữ viết tắt hãng điêu khắc FB (Friedrich Brenner) nằm bên phải tượng đài. Phần phía dưới của vành ngoài đồng xu là dòng chữ BUNDESREPUBLIK DEUTSCHLAND, và phần trên là năm phát hành. Mười hai ngôi sao Liên minh châu Âu bao quanh mẫu thiết kế trên vành ngoài đồng xu. Hình trên viền đồng xu: . Tháng 2 năm 2009. 30 triệu xu được phát hành.  |
| Đức                                               | |
| Nhà thờ Thánh Louis ở Sarrebruck                  | |

### Phát hành đồng đặc biệt kỷ niệm Liên minh Kinh tế Tiền tệ
|                                          |                                    |                                       |                             |                                   |                                  |
| Đức                                      | Áo                                 | Bỉ                                    | Síp                         | Tây Ban Nha                       | Phần Lan                         |
| BUNDESREPUBLIK DEUTSCHLAND WWU 1999-2009 | REPUBLIK ÖSTERREICH WWU 1999-2009  | BELGIE–BELGIQUE–BELGIEN EMU 1999-2009 | KYΠPOΣ-KIBRIS ONE 1999-2009 | ESPAÑA UEM 1999-2009              | SUOMI FINLAND 2009 EMU 1999-2009 |
|                                          |                                    |                                       |                             |                                   |                                  |
|                                          | Pháp                               | Hy Lạp                                | Ireland                     | Ý                                 |                                  |
|                                          | RÉPUBLIQUE FRANÇAISE UEM 1999-2009 | ΕΛΛΗΝΙΚΗ ΔΗΜΟΚΡΑΤΙΑ ONE 1999-2009     | éıʀe AEA 1999-2009 EMU      | REPUBBLICA ITALIANA UEM 1999-2009 |                                  |
|                                          |                                    |                                       |                             |                                   |                                  |
| Luxembourg                               | Malta                              | Hà Lan                                | Bồ Đào Nha                  | Slovakia                          | Slovenia                         |
| LËTZEBUERG UEM 1999-2009                 | MALTA UEM 1999-2009                | NEDERLAND EMU 1999-2009               | PORTUGAL UEM 1999-2009      | SLOVENSKO HMÚ 1999-2009           | SLOVENIJA EMU 1999-2009          |

| Quốc gia          | Số lượng phát hành        | Hình trên viền đồng xu |
| ----------------- | ------------------------- | ---------------------- |
| Đức               | 30 triệu xu               |                        |
| Áo                | 5 triệu xu                |                        |
| Bỉ                | 5 triệu xu                |                        |
| Síp               | 1 triệu xu                |                        |
| Tây Ban Nha       | 8 triệu xu                |                        |
| Phần Lan          | 1,4 triệu xu              |                        |
| Pháp              | 10 triệu xu               |                        |
| Hy Lạp            | 4 triệu xu                |                        |
| Ireland           | 5 triệu xu                |                        |
| Ý                 | 2,5 triệu xu              |                        |
| Luxembourg        | 1,4 triệu xu              |                        |
| Malta             | 0,7 triệu xu              |                        |
| Hà Lan            | 5,3 triệu xu              |                        |
| Bồ Đào Nha        | 1,285 triệu xu            |                        |
| Slovakia          | 1 triệu xu                |                        |
| Slovenia          | 1 triệu xu                |                        |
| Khu vực đồng euro | 82,585 triệu xu tổng cộng |                        |

## Dự kiến phát hành
| Quốc gia      | Kỷ niệm - Minh họa                                  | Hình dạng | Thời gian            |
| ------------- | --------------------------------------------------- | --------- | -------------------- |
| 2009          |                                                     |           |                      |
| Slovakia      | Kỷ niệm 20 năm Cách mạng Nhung                      |           | 17 tháng 11 năm 2009 |
| Bồ Đào Nha    | Đại hội thể thao các nước nói tiếng Bồ Đào Nha 2009 |           | Tháng 7 năm 2009     |
| Bỉ            | Kỷ niệm 200 năm ngày sinh Louis Braille             |           | Tháng 9 năm 2009     |
| Thành Vatican | Năm Thiên văn Quốc tế                               |           | 2009                 |
| Ý             | Kỷ niệm 200 năm ngày sinh Louis Braille             |           | 2009                 |
| San Marino    | Năm sáng tạo và phát minh châu Âu                   |           | Tháng 11 năm 2009    |
| 2010          |                                                     |           |                      |
| Đức           | Bremen                                              |           |                      |
| 2011          |                                                     |           |                      |
| Đức           | Nordrhein-Westfalen                                 |           |                      |
| 2012          |                                                     |           |                      |
| Đức           | Bayern                                              |           |                      |
| 2013          |                                                     |           |                      |
| Đức           | Baden-Württemberg                                   |           |                      |
| 2014          |                                                     |           |                      |
| Đức           | Niedersachsen                                       |           |                      |
| 2015          |                                                     |           |                      |
| Đức           | Hessen                                              |           |                      |
| 2016          |                                                     |           |                      |
| Đức           | Sachsen                                             |           |                      |
| 2017          |                                                     |           |                      |
| Đức           | Rheinland-Pfalz                                     |           |                      |
| 2018          |                                                     |           |                      |
| Đức           | Berlin                                              |           |                      |
| 2019          |                                                     |           |                      |
| Đức           | Sachsen-Anhalt                                      |           |                      |
| 2020          |                                                     |           |                      |
| Đức           | Thüringen                                           |           |                      |
| 2021          |                                                     |           |                      |
| Đức           | Brandenburg                                         |           |                      |